# Curtis (La Corogne)
Pour les articles homonymes, voir Curtis.
Curtis est une commune de la province de La Corogne en Espagne située dans la communauté autonome de Galice.